# Blaye (AOC)
Pour la commune, voir Blaye.
Le blaye, puis blavia depuis 2024, est un vin rouge français d'appellation d'origine contrôlée produit dans le vignoble du Blayais et du Bourgeais, une des subdivisions du vignoble de Bordeaux.
La production est anecdotique. Ce vin partage la même aire d'appellation que les AOC côtes-de-blaye (qui était un vin blanc sec, dont l'appellation n'est plus revendiquée depuis 2015 et ne fait plus partie de la liste des AOC sur le site de l'INAO) et blaye-côtes-de-bordeaux (les anciennes premières-côtes-de-blaye, en rouge et en blanc sec).
Le blaye, puis le blavia, ont un cahier des charges plus contraignant que le blaye-côtes-de-bordeaux sur de nombreux critères.

## Histoire
L'appellation est reconnue par un décret du 11 septembre 1936 ; le cahier des charges a été modifié par le décret du 4 décembre 2011, puis en octobre 2024.
Le 10 décembre 2024, une nouvelle appellation pour du vin rouge produit dans le Blayais est officiellement créée, le blavia (l'ancien nom latin de Blaye), reprenant la même aire d'appellation, les mêmes cépages et la même densité de plantation.

## Vignoble
En 2008, la surface revendiquée pour l'appellation n'était plus que de 49 hectares, pour ne plus atteindre que 16 ha en 2019, 13 ha en 2020, 7 ha en 2021 et 10 ha en 2022.

### Aire d'appellation
L'aire d'appellation du blaye couvre les communes suivantes : Anglade, Berson, Blaye, Braud-et-Saint-Louis, Campugnan, Cars, Cartelègue, Cavignac, Cézac, Civrac-de-Blaye, Cubnezais, Donnezac, Étauliers, Eyrans, Fours, Générac, Laruscade, Marcenais, Marsas, Mazion, Plassac, Pleine-Selve, la partie de la commune de Pugnac correspondant au territoire de Lafosse avant sa fusion avec celle-ci au 1er juillet 1974, Reignac, Saint-Androny, Saint-Aubin-de-Blaye, Saint-Christoly-de-Blaye, Saint-Ciers-sur-Gironde, Saint-Genès-de-Blaye, Saint-Girons-d'Aiguevives, Saint-Mariens, Saint-Martin-Lacaussade, Saint-Palais, Saint-Paul, Saint-Savin, Saint-Seurin-de-Cursac, Saint-Vivien-de-Blaye, Saint-Yzan-de-Soudiac, Saugon et Val-de-Livenne.

### Géologie et pédologie

#### Sous-sol
Le Blayais, sur la rive droite de la Gironde, est avant tout calcaire : 
- formations dites du « calcaire de Blaye » datant de l'Éocène moyen (peut-être le Lutétien) ;
- remplacé plus à l'est par le « calcaire lacustre de Plassac » du Priabonien (Éocène supérieur, d'origine lacustre) et de « marnes à Ostréa bersonensis » sur les reliefs  ;
- et des colluvions argileuses würmiennes et holocènes sur les versants et les fonds.

L'arrière-pays encore plus à l'est a des reliefs de « calcaire de Saint-Estèphe » gréseux à débris de fossiles (de l'Éocène) avec des vallons remplis de colluvions sableuses quaternaires (sables du Périgord) ,.

#### Sols
Selon la zone géographique de l'appellation,  les sols peuvent être argilo-calcaires, argilo-graveleux ou silico-argileux.
- Dans le Sud-Ouest sous une ligne qui va d’Anglade à Saint-Vivien-de-Blaye, pays des collines calcaires, les sols sont bruns, peu argileux et peu épais, souvent de type rendzine. Dans l’intérieur du plateau, les sols bruns deviennent plus argileux et à tendance sableuse dans les pentes.
- Au nord et à l'est de l’aire géographique, pays des sables et des graviers, les sols localement sablo-graveleux sont majoritairement sableux gris à noirs, acides.

### Encépagement
Le cahier des charges exige que les vins soient issus des cépages suivants :
- cépages principaux le cabernet sauvignon N[3], le cabernet franc N, merlot N et le côt N (ou malbec) ;
- cépages accessoires le carménère N et le petit verdot N[2].

La proportion de l’ensemble des cépages principaux doit être supérieure ou égale à 85 % de l’encépagement.

## Vins

### Cahier des charges
Le cahier des charges de l'AOC blaye reprend des contraintes plus exigeantes que celles de l'AOC blaye-côtes-de-bordeaux, entre autres (liste non exhaustive) :
| Critères                   | AOC blaye                            | AOC blaye-côtes-de-bordeaux           |
| -------------------------- | ------------------------------------ | ------------------------------------- |
| Rendement                  | 48 hl/ha                             | 52 hl/ha                              |
| Rendement butoir           | 60 ha/ha                             | 65 hl/ha                              |
| Densité minimale           | 6 000 pieds/hectare                  | 4 500 pieds/hectare                   |
| Écartement des rangs       | 2 mètres                             | 2,5 ou 3 mètres selon les cépages     |
| Yeux francs par pied       | 10                                   | 12                                    |
| Charge maximale            | 7 500 kg/hectare                     | 8 500 kg/hectare                      |
| Charge maximale            | 13 grappes par pied                  | 15 grappes par pied                   |
| Richesse en sucre          | merlot : min. 210 g/L                | merlot : min. 198 g/L                 |
| Titre volumétrique naturel | min 12 %                             | min 11,5 %                            |
| Enrichissement             | interdit                             | autorisé                              |
| Période d'élevage          | jusqu'au 15 mars de l'année suivante | jusqu’au 15 mars de la deuxième année |

### Rendements
Selon le cahier des charges de l'appellation, le rendement maximum doit être de 48 hectolitres par hectare, pouvant monter jusqu'au rendement butoir fixé à 60 hl/ha. 
Les rendements moyens déclarés récemment sont :
| Année | Superficie (ha) | Production (hl) | Rendement (hl/ha) |
| ----- | --------------- | --------------- | ----------------- |
| 2019  | 16              | 633             | 39                |
| 2020  | 13              | 449             | 35                |
| 2021  | 7               | 186             | 25                |
| 2022  | 10              | 381             | 38                |
| 2023  | n. c.           | n. c.           | –                 |
| 2024  | n. c.           | n. c.           | –                 |

On remarque une décroissance importante tant des superficies de production que de la production. Les données de 2023 ne sont pas disponibles pour des raisons de confidentialité, la production étant trop réduite. Pour référence, la production était de 6 109 hectolitresen 2005 et de 2 100 hl en 2008.

### Dégustation
Les vins de l’AOC blaye sont considérés comme de meilleure qualité par rapport aux vins de l'AOC blaye-côtes-de-bordeaux. Une quinzaine de vignerons élaborent ces vins selon des conditions de production plus exigeantes, permettant d’obtenir plutôt des vins de garde.
Les arômes rappellent des notes de gibier, de fruit rouge mur, d'épices, de chocolat et de bois vanillé lorsqu'ils sont élevés en barrique. Ils bénéficient d'une charpente et d'une structure tannique qui permettent le vieillissement. Ils s'associent avec le veau braisé, le pot-au-feu, le bœuf en daube, le thon grillé aux poivrons.

## Producteurs.
Plusieurs châteaux portent l'appellation blaye, tels que Château Haut-Colombier, Château Livenne, M Des Matards, Château Haut-Vigneau, Château Le Cône, Château Grillet Beauséjour, Château Les Pierrères, Château Petit Boyer, Château Moulin de Chasserat, Château La Motte, Château Mons Delaunay, Château Monconseil-Gazin, Château Mélignan, Château Dubraud, Château Bel Air La Royère, L'Attribut des Tourtes.